# Fe

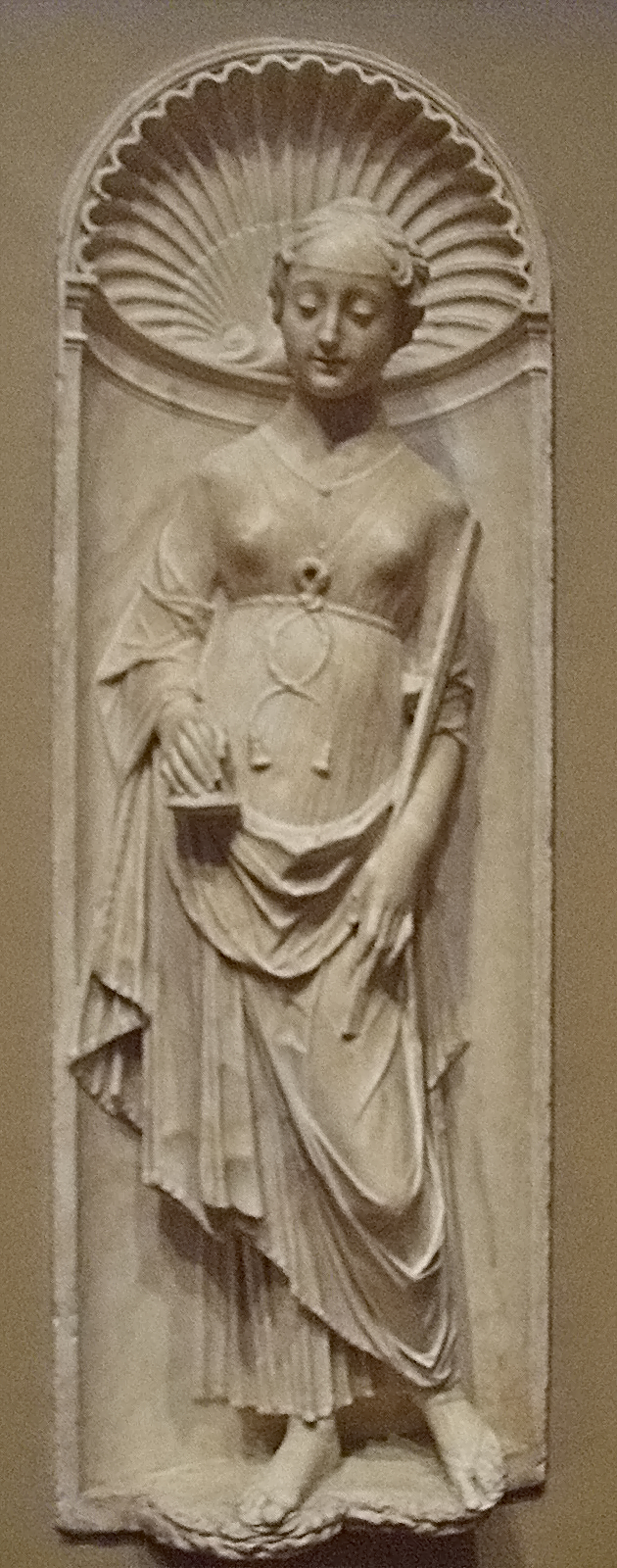
Mino da Fiesole, Fe (Galería Nacional de Washington).

La fe (del latín fides) es la seguridad o confianza en una persona, cosa, deidad, opinión, doctrinas o enseñanzas de una religión, y, como tal, se manifiesta por encima de la necesidad de poseer evidencias que demuestren la verdad. También puede definirse como la creencia que no está sustentada en pruebas, además de la seguridad, producto en algún grado de una promesa.

## Religiones
La «fe religiosa» tiene una serie de puntos comunes en casi todas las religiones existentes, y también desencuentros. La fe es definida por el diccionario de la RAE como: Conjunto de creencias de una religión, conjunto de creencias de alguien, de un grupo o de una multitud de personas, creencia que se da a algo por la autoridad de quien lo dice o por la fama pública.

### Bahaísmo
Para el bahaísmo, la fe es la máxima aceptación de la autoridad divina de las Manifestaciones de Dios. La fe y el conocimiento son igualmente necesarios para el crecimiento espiritual. Esta no solo supone la obediencia externa a dicha autoridad sino también una comprensión profunda y personal de las enseñanzas religiosas.

La fe significa, primero, conocimiento consciente, y segundo, la práctica de buenas acciones.

### Budismo
La fe (pali: Saddhā, sánscrito: Śraddhā) es un componente importante de las enseñanzas de Gautama Buda, tanto en las tradiciones del Theravāda y el Mahāyāna. Sus palabras se registraron originalmente en el lenguaje pali y la palabra saddhā se traduce generalmente como fe. En sus enseñanzas, el saddhā a veces se describe como:
- Una convicción de que algo es.
- Una determinación de lograr las metas personales.
- Una sensación de dicha, producto de los dos anteriores.

Mientras que la fe en el budismo no implica "fe ciega", la práctica budista no obstante requiere cierto grado de confianza, principalmente en la conquista espiritual de Gautama Buda. La fe en el budismo se centra en el entendimiento de que Buda es un ser Despierto, en su papel superior como maestro, en la verdad de su Dharma (enseñanzas espirituales) y en su Sangha (comunidad de seguidores con desarrollo del espíritu). La fe en el budismo puede resumirse como aquella en las Tres Joyas: el Buda, el Dharma y el Sangha. Esta tiene el propósito de conducir a la iluminación, o bodhi, y el  Nirvana. Volitivamente implica una decisión resoluta y valiente. Combina el propósito firme y la autoconfianza de que se podrá lograr lo que se desea.
Al contrario de cualquier forma de "fe ciega", las enseñanzas de Buda incluyen aquellas incluidas en el Kalama Sutra y exhortan a sus discípulos a investigar cualquier enseñanza y vivir de acuerdo a lo aprendido y aceptado, en lugar de creer en algo simplemente debido a que así fue enseñado.

### Cristianismo

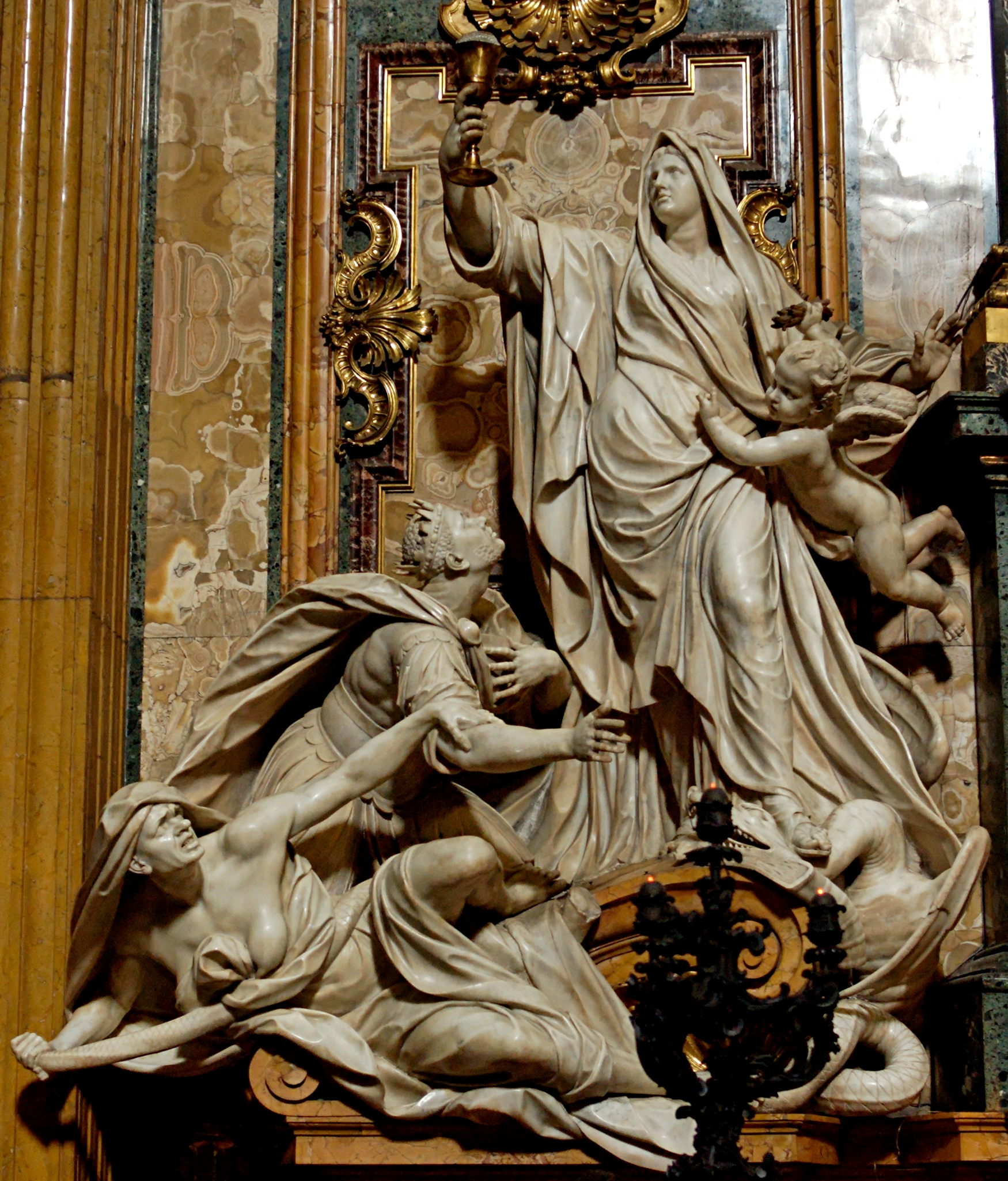
El Triunfo de la Fe sobre la Idolatría. Jean-Baptiste Théodon (1646–1713)

La fe en el cristianismo es una virtud teologal y se basa en la obra y enseñanzas de Jesús de Nazaret. El cristianismo declara no caracterizarse por la fe, sino por el objetivo de la fe. En lugar de ser pasiva, la fe conduce una vida activa alineada con los ideales y el ejemplo de vida de Jesús.

Es, pues, la fe la certeza de lo que se espera, la convicción de lo que no se ve.
Hebreos 11:1

La actitud de la voluntad en la fe la describe  San Agustín de la siguiente forma: «credere non potest nisi volens» —no se puede creer si no se quiere—, y  Santo Tomás hace énfasis en la unión entre voluntad y pensamiento al decir que «la fe es retener por seguramente verdaderas ciertas afirmaciones intelectuales, bajo el influjo y la adhesión de la voluntad».

#### Antiguo Testamento
Los términos usados más frecuentemente en el Antiguo Testamento para representar la actitud de fe son batāh — esperar confiadamente en ...— y amān — mantenerse fiel a...—. Las raíces anteriores se corresponden en el Nuevo Testamento por élpis, elpizo y pístis, pistéou respectivamente. Ambas palabras ponen de manifiesto las dos características del verdadero creyente: «confianza en la persona que revela» y «adhesión del intelecto a sus signos y palabras».
Desde la fe de Adán y Eva a la que hace referencia el Génesis —donde, a pesar del pecado cometido por ellos, Dios les prometió un salvador— hasta la fe de Abraham —que llegó a su punto álgido cuando aceptó sacrificar a su hijo Isaac por obedecer a Dios— se han sucedido gran cantidad de acontecimientos de fe en Él. Los libros posteriores, el Éxodo, Levítico y Deuteronomio, siguen narrando acontecimientos en los que la fe estaba presente, y en otras ausente pero con retorno posterior a su fe en Dios, y esta se concretó en los  Diez Mandamientos dados a Moisés en el monte Sinaí. El carácter obligatorio y las disposiciones internas de los hombres a cumplir los Mandamientos es de gran tradición  deuteronómica; en el plano personal, la fe exige la entrega de todo el corazón.
Las situaciones y experiencias del «pueblo elegido» en la «tierra prometida» variaron según su fidelidad a la  Alianza con Yahveh desde  Josué, Samuel, David y Salomón. Después de este, hubo reyes que obraron bien y otros que no. La fe de los reyes se apoyaba, sobre todo, en la confianza. Esta confianza la tuvo el rey Ezequías al verse rodeado por un ejército sirio mucho más potente y, posteriormente, en la lucha de los Macabeos contra los  gentiles.,
Los «Profetas» del Antiguo Testamento tenían una gran fuerza que les venía de la fe y de su interpretación de situaciones históricas o personales como precedentes de Dios ya que su mensaje se dirigía a las naciones, a los judíos, y generalmente comunicaban conocimientos o señales. En algunos casos, estos conocimientos llegaban a un grado de intimidad importante como ocurría con el  Jeremías que dijo: «Les daré un corazón para conocerme». Es un conocimiento que se dirigía a las obras y a la vida.
Otros profetas continuaron tratando temas de conocimiento interior y exterior a raíz de la fe.En el Libro de Daniel se habla de un Dios que conoce y revela secretos. La fe en Dios les daba el poder de interpretar lo misterioso y lo difícil. La actividad de los profetas se caracterizaba por  el afán de desarrollar y confirmar  la fe del pueblo, tan azotado por las condiciones de su época, que debía permanecer fiel al principio fundamental de su vida: «Yahwéh es Dios, el único Dios». El Libro de los Salmos presenta también esta firme verdad, sobre todo en momentos en los que el hombre, el pueblo, sufría y llamaba a Dios para que lo salvase.
En los «libros sapienciales» la fe se presenta como indispensable y necesaria: la verdadera sabiduría incluye la fe. Las facultades superiores, las intelectuales, del hombre están dirigidas a la búsqueda de Dios. Igualmente, «toda sabiduría proviene de Dios» que, además, puede comunicarla a los hombres. Por eso, si bien es un ejercicio de una facultad superior del hombre, es una dependencia, e incluso pobreza, en cualquier sabiduría humana.
Ya en el Antiguo Testamento hay muestras de la negación de la fe que, generalmente, brotan del deseo de autosuficiencia del hombre. Un ejemplo es la fabricación de un becerro de oro por los hebreos, —Ex, 32— un dios creado por los propios hombres porque Moisés tardaba en bajar del monte Sinai. Otras veces la incredulidad, individual y colectiva, que se produjo durante siglos, venía de una visión cómoda y terrena de las cosas, incluso llegó a ser indiferencia en muchas ocasiones. La falta de fe llegará hasta los coetáneos de Cristo, una incredulidad de obstinación de los judíos y, especialmente, de los fariseos, los jefes espirituales de los propios judíos que incluso lo detuvieron y lo crucificaron.

#### La Revelación en el Nuevo Testamento

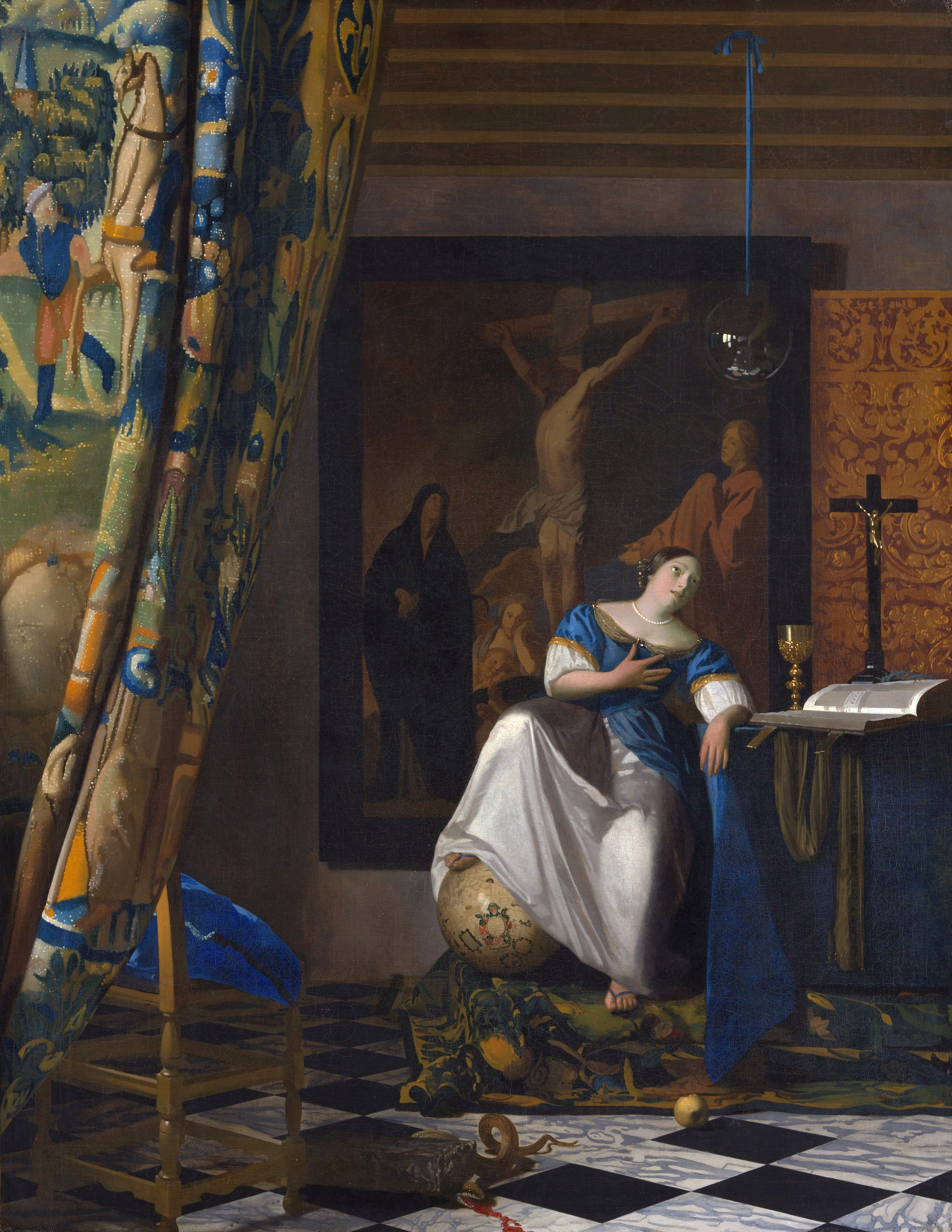
Alegoría de la fe (c. 1670), de Johannes Vermeer, Metropolitan Museum of Art, Nueva York

En los Evangelios la fe está totalmente ligada a la revelación del Reino de Dios cuya base y fundamento es el mismo Jesucristo que revela la doctrina, no como los antiguos profetas, sino como quien tiene autoridad, autoridad que, a la vez, estaba confirmada por los milagros. — Mt 7,7; Mc 1,22; Lc 4,32 — y para tenerla, Jesucristo dejó claro que la fe es un don de Dios, una virtud sobrenatural infundida por Él.
Las dos vertientes de la gracia de la fe y de la correspondencia humana a ella se reflejan en la confesión de san  Pedro —Mt 16, 16-18—, en la del centurión, que Jesús consideró como maravillosa —Mt 8,10; Lc 7,1-10— ya que el propio centurión sabía lo que era la autoridad y al oír la palabra de Jesucristo vio que hablaba con autoridad —Lc 7,7—. El verdadero modelo de fe se refleja en la  Virgen María de la que su prima  Santa Isabel le dijo «Dichosa la que ha creído que se cumplirían las cosas que le fueron dichas de parte del Señor». En un plano inferior al de la fe de la Virgen María está la fe del ciego Bartimeo, de Jairo, de la hemorroisa, del leproso, del paralítico, la cananea y otros muchos más curados o devueltos a la vida por Jesucristo.,

#### La fe es un acto humano
La fe es una gracia, un don de Dios; para dar respuesta a la fe es necesaria la gracia de Dios que ayuda y se adelanta a las personas y mueve sus corazones para dirigirlos a Él. Sin embargo, creer es un acto auténticamente humano, que no es contrario a la inteligencia ni a la libertad del hombre. En la vida corriente, en las relaciones humanas creer lo que dicen otras personas no es contrario a la dignidad propia. Por esa razón es menos contraria a la dignidad de la persona creer y poner la inteligencia y la voluntad bajo lo que Dios revela.

#### Fe e inteligencia
El hecho de que las verdades reveladas parezcan inteligibles o verdaderas a la razón natural no es el motivo por el cual se cree. Según los teólogos católicos, se cree por la autoridad de Dios mismo ya que revela y no puede engañarse ni engañarnos.
Por lo mismo, para los cristianos la fe es cierta, más que cualquier conocimiento humano, pues se basa en la palabra de Dios, que no puede mentir ya que Él es la Verdad.  La certeza que da la luz divina es mayor que la que da la luz de la razón natural.
La fe trata de comprender porque es inherente a ella misma que los creyentes - cada creyente - desee conocer cada vez mejor a Aquel en quien ha depositado su confianza y su fe. La fe abre los ojos del corazón dice  San Pablo en su carta a los Efesios y  San Agustín —serm. 43, 7, 9— dice que creo para comprender y comprendo para creer mejor.,
Para los creyentes no hay confrontación excluyente entre fe y ciencia ya que, aunque la fe esté en plano superior al de la razón, es Dios mismo quien ha puesto en el espíritu humano la luz de la razón, es Él mismo que ha revelado los misterios. Por eso, la investigación metódica,  cuando se actúa de una forma realmente científica y siguiendo una normativa moral, no estará nunca en oposición con la fe ya que las realidades de fe y las profanas tienen su mismo origen: Dios.

#### Libertad de la fe
Ninguna persona está obligada a abrazar la fe cristiana en contra de su voluntad. La persona, si se decide a creer debe responder a Dios voluntariamente. El acto de fe es voluntario por propia naturaleza. Cuando una persona se siente llamada por Dios a servirle, queda vinculada por su conciencia, pero no coaccionada. El propio Jesucristo invitó a sus coetáneos a la fe y a la conversión pero no forzó a nadie a seguirle.

#### Necesidad de la fe
Según la Iglesia católica, para obtener la salvación es necesario creer en Cristo y en Quien le envió ya que sin la fe no se puede agradar a Dios. De la misma forma que la fe es un don gratuito que hace Dios a cada persona, al ser voluntario el acto de fe, también puede perderse voluntariamente —1 Tm 1, 18-19—. Si se tiene fe, para perseverar en ella, según la Iglesia católica y cristianos en general, debe alimentarse con la palabra de Dios y sostenida por la esperanza.

### Islam
En el islam, fe (iman) es una completa obediencia a la voluntad de Dios, que incluye creencia, profesión y acciones, consecuente al encargo de su representación en la Tierra, según la voluntad de Dios. La fe tiene dos aspectos: reconocer y afirmar que hay un Creador del universo y solo se debe adorar al Creador.

### Judaísmo
La fe en sí misma no es un concepto del judaísmo. La única vez que se menciona "fe en Dios" dentro de los 24 libros del Tanaj, es en el verso 10 del capítulo 43 del Libro de Isaías. En este verso, el mandato de conocer a Dios es seguido por los mandamientos de creer y entender.
No obstante, el judaísmo reconoce el valor emuná (generalmente traducido como fe, confianza en Dios) y su estado negativo de Apikorus (herético), pero la fe no es tan destacado o central como en otras religiones, especialmente comparado con el cristianismo o islam. Podría ser un medio necesario para ser un judío religiosamente activo, pero el énfasis está puesto en el verdadero conocimiento, auténtica profecía y el actuar más que la fe en sí. Rara vez se relaciona con una enseñanza que deba ser creída. El judaísmo no exige al fiel explícitamente identificar a Dios (un dogma central de la fe cristiana, que es llamada Avodah Zarah en el judaísmo, una forma menor de idolatría pero un gran pecado y prohibición estricta para los judíos). En cambio se pide honrar a la idea (personal) de Dios apoyada por los muchos principios citados del Talmud para definir al judaísmo, principalmente por lo que no es. Por tanto no existe una formulación establecida de los principios de la fe judía que sean imperativos para todos los judíos.

### Sijismo
La fe tampoco es un concepto en el sijismo. Sin embargo, los cinco símbolos sijíes, conocidos como las cinco K, también se les conoce como "los cinco artículos de la fe". Estos son kesh (pelo sin cortar), khanga (pequeño peine de madera), kara (brazalete metálico), kirpán (espada/daga) y khanga (ropa interior especial). Los sijíes deben llevar estos cinco artículos de la fe todo el tiempo para protegerse de las malas compañías y mantenerse cerca de Dios.

## En la masonería
En la francmasonería, se habla de tres virtudes, mencionadas en la marcha del aprendiz: "Tengo fe en mis ideales, esperanza en realizarlos, por amor a la humanidad."[cita requerida]

## Críticas
De acuerdo con Bertrand Russell, «No hablamos de la fe de que dos y dos son cuatro o de que la tierra es redonda. Solo hablamos de la fe cuando queremos sustituir la evidencia por la emoción». Bertrand Russell consideraba que toda fe es dañina. En su obra Human Society in Ethics and Politics, en su capítulo Will Religious Faith Cure Our Troubles? (¿Puede la fe religiosa remediar nuestros problemas?) argumentó que este proceso es una fuente de violencia, ya que pueblos distintos sustituyen la evidencia por emociones distintas. Russell denunció que, debido a que ninguna de ellas puede defenderse racionalmente, el proselitismo de niños pequeños y, si es necesario, la guerra son consecuencias inevitables de albergar fuertemente cualquier fe.
Richard Dawkins describe a la fe como una creencia sin evidencia; un proceso activo de no pensar. Afirmó que es una práctica que solo degrada nuestro entendimiento del mundo natural al permitirle a cualquiera realizar una declaración sobre la naturaleza que está basada únicamente en sus pensamientos personales y sus percepciones posiblemente distorsionadas, que no requiere examinarla con la realidad, no tiene habilidad para realizar predicciones confiables y coherentes y no está sujeta a revisión por pares. Tal visión ha de ser matizada, ya que, si bien la ciencia rigurosa ha de ser contrastable y  cuantificable, ello no significa que fuera del conocimiento experimental no puedan encontrarse verdades respetables. Lo contrario sería, no ya ciencia, sino cientifismo.
El Dr. Peter Boghossian, profesor de filosofía de la Universidad de Portland, autor y miembro honorario de la Global Secular Council, critica que las actuales definiciones de fe no reflejan fielmente su significado. Argumenta que cuando las personas usan la palabra fe, como en "Yo tengo fe en X", realmente no tienen confianza en X o esperanza de que X sea verdadero, sino que declaran que saben que X es verdadero. Además sostiene que la fe solo se alberga en la ausencia de buena evidencia que apoye a la creencia. En esa situación, Boghossian razona que la fe es una afirmación de conocimiento sin evidencia que la justifique. Por lo tanto propone la siguiente definición como la mejor descripción de fe en su uso real: "Fingir saber algo que no sabes".